# Очамчира
Очамчира или Очамчире (на грузински: ოჩამჩირე; на абхазки: Очамчыра) е град в Абхазия, Грузия. Административен център е на Очамчирски район. 
Разположен е на брега на Черно море, на устието на река Галидзга, на около 53 km югоизточно от Сухуми.
Към 2011 г. населението му е 5280 души.

## История
На мястото на днешния град, през 6 век пр. Хр. гръцки колонисти построяват полиса Гюенос (Гиенос). 
В Очамчира и покрайнините му са запазени руините на римски бани и отбранителни стени.
През 13 и 14 век Гюенус е голям търговски център в Кавказ, но през 15 век търговията замира заради османската експанзия по Черноморието. Покрайнините на древния град през това време се покриват с непроходими гори от чемшир, затова селището получава името Очамчира. Областта около него остава под грузински контрол и впоследствие е в териториите на Мегрелското княжество (една от държавите, на които се разпада Грузинското царство), а по-късно е завзета от абхазците.
Днешния си вид селището получава едва през втората половина на 19 век, когато е в района на военните действия (1877 г.) през Руско-турската освободителна война. През 1926 г. Очамчира получава статут на град. По времето на СССР е в състава на Абхазката АССР. Тогава в града са построени предприятия за маслодобив, консерви, тютюн, чаени фабрики, както и жп гара. Вследствие Грузинско-абхазкия конфликт (разгорял се от 1989 г. нататък) на града са нанесени тежки икономически щети.
През 2009 г. ИТАР-ТАСС съобщава, че Русия планира да построи военноморска база за Черноморския флот при Очамчира. Информацията е потвърдена и от абхазкия президент Сергей Багапш.

## Население
По данни от преброяването през 1989 г. град Очамчира има население от 20 379 души. Вследствие Грузинско-абхазкия конфликт населението рязко спада. През 2003 г. жителите са вече 12 000, а през 2011 г. – 5280.
Етническият състав на града е: 72,7% абхазци, 10,0% руснаци, 8,9% грузинци, 3,1% арменци, 1,5% мегрели, 0,7% гърци и 0,5% украинци.

## Побратимени градове
- Бендери, Приднестровие, Молдова
- Кострома, Русия